# Masarykův slovník naučný
Masarykův slovník naučný: Lidová encyklopedie všeobecných vědomostí – czeska encyklopedia powszechna, wydawana przez wydawnictwo Československý Kompas w latach 1925–1933. Zawiera ok. 100 tys. haseł. Redaktorem naczelnym był z początku Emanuel Rádl, po nim przejął tę funkcję Zdeněk V. Tobolka.